# Ксеростомия
Ксеростомията е медицинско състояние, при което слюнчените жлези не отделят достатъчно слюнка. Нарича се още сухота в устата.
Най-често се появява като страничен ефект от приема на определени лекарства, например антидепресанти, болкоуспокояващи, мускулни релаксанти и други. Ксеростомията може и да е следствие от някои заболявания като диабета, анемията, булимията и синдрома на Сьогрен. Дехидратацията, дишането през устата и сънната апнея са тривиални причини за състоянието.
Счита се, че се среща повече при жените. Нелекуването води до усложнения, например заболявания на зъбите и венците и инфекции на устната кухина.